# حيص بيص
أبو الفوارس سعد بن محمد بن سعد بن الصيفي التميمي  الملقب شهاب الدين المعروف بحيص بيص هو شاعر مشهور؛ كان فقيها شافعي المذهب، تفقه بالري على القاضي محمد بن عبد الكريم الوزان، وتكلم في مسائل الخلاف، إلا أنه غلب عليه الأدب ونظم الشعر، وأجاد فيه مع جزالة لفظه، وله رسائل فصيحة بليغة. كان من أخبر الناس بأشعار العرب واختلاف لغاتهم. كان لا يخاطب أحداً إلا بالكلام العربي وكان يرتدي مثل العرب ويتقلد سيفاً.
سمي حيص بيص لأنه رأى الناس يوماً في حركة مزعجة وأمر شديد فقال: «ما للناس في حيص بيص»، فبقي عليه هذا اللقب، ومعنى هاتين الكلمتين الشدة والاختلاط، تقول العرب: وقع الناس في حيص بيص، أي في شدة واختلاط.
كان إذا سُئل عن عمره يقول: «أنا أعيش في الدنيا مجازفة»، لأنه كان لا يحفظ مولده، وكان يزعم أنه من ولد أكثم بن صيفي التميمي حكيم العرب. ولم يترك أبو الفوارس عقبا.
من أبياته الشهيرة:
قال ابن خلكان قال الشيخ نصر الله بن مجلي مشارف الصناعة بالمخزن وكان من ثقاة أهل السنة:
رأيت في المنام علي بن أبي طالب فقلت له يا أميرالمؤمنين تفتحون مكة فتقولون: من دخل دار أبي سفيان فهو آمن، ثم يتم على ولدك الحسين في يوم الطف ما تم، فقال: أما سمعت أبيات ابن الصيفي في هذا، فقلت لا فقال اسمعها منه ثم استيقظت فبادرت إلى دار (حيص بيص) فخرج إلي فذكرت له الرؤيا فشهق وأجهش بالبكاء وحلف بالله بأن كانت خرجت من فمي أو خطى إلى أحد وإن كنت نظمتها إلا في ليلتي هذه ثم أنشدني الأبيات:
ومن أبياته في مدح الخليفة العباسي المستضيء بأمر الله:
توفي ليلة 6 شعبان 574 هـ ببغداد، ودفن بالجانب الغربي في مقابر قريش.